# اولریش فن هوتن
اولریش فن هوتن (آلمانی: Ulrich von Hutten؛ ۲۱ آوریل ۱۴۸۸ – ۲۹ اوت ۱۵۲۳) یک راهب، شوالیه، و نویسنده اهل آلمان بود.